# Eilert Tscherning (kirurg)
 Der er flere personer med dette navn, se Eilert Tscherning.
Eilert Adam Tscherning (født 5. maj 1851 i København, død 4. maj 1919 sammesteds) var en dansk kirurg, søn af krigsminister, oberst A.F. Tscherning og maler Elenore Lützow. 
Tscherning tog medicinsk eksamen 1875 og deltog som ung kandidat i den russisk-tyrkiske krig 1877—78, idet han ledede et tyrkisk lazaret i Erzerum. Efter at have været kandidat ved Kommunehospitalet tog han doktorgraden 1881 (Lokaltuberkulosens Betydning for Tumor albus), og hele hans følgende udvikling blev knyttet til nævnte hospital, hvor han var prosektor (1881—83), reservekirurg (1884—87) og fra 1893 til sin død var ansat som overkirurg. 
Forinden havde han dog, men uden held konkurreret med Oscar Bloch og Oscar Wanscher om posten som docent i klinisk kirurgi. 1900 udnævntes Tscherning til titulær professor. Hans rige initiativ viste sig ved, at han var medstifter af Nordisk kirurgisk forening og Dansk kirurgisk selskab samt af Radiumfondet. Hans store anseelse som praktisk kirurg og hans betydelige erfaring kom ham til gode under hans virksomhed i Arbejderforsikringsrådet, og under 1. Verdenskrig organiserede og ledede Tscherning La mission sanitaire danoise i Le Tréport i Normandiet.

## Ægteskab og børn
Eilert blev den 7. august 1886 gift med Sygeplejerske og fagforeningsformand for Dansk Sygeplejeråd Henny Schultz. Sammen havde de fire børn: Ellen Meggy (1887), Anton Frederik (1888), Karen (1890), Gudrun (1893) og plejebarn: Eilert Andreas Frederik (1885) som var søn af Eilerts lillebror Johan Andreas.  Ægteskabet blev opløst i 1909.